# Université Kasetsart
L'université Kasetsart (en thaï : มหาวิทยาลัยเกษตรศาสตร์ ; en anglais : Kasetsart University, Kaset ou Kaset University) est une université thaïlandaise dont le campus principal se trouve à Bangkok, la capitale du pays. Elle a été la première université agricole et est aussi la troisième plus ancienne université de Thaïlande. L'université a été établie le 2 février 1943, dans le but de dispenser un enseignement en lien avec les sciences agricoles. À ce jour, l'université a étendu ses domaines d'études pour couvrir les sciences, les sciences sociales, les sciences humaines, les arts, l'éducation, l'ingénierie et l'architecture. Récemment, l'université a tenté d'introduire la médecine et les sciences de la santé dans ses cursus. L'université Kasetsart a sept campus à travers la Thaïlande, le principal se situant dans le quartier de Bang Khen, à Bangkok. Elle compte au total plus de 86 536 étudiants inscrits, ce qui la place parmi les plus grandes universités thaïlandaises.

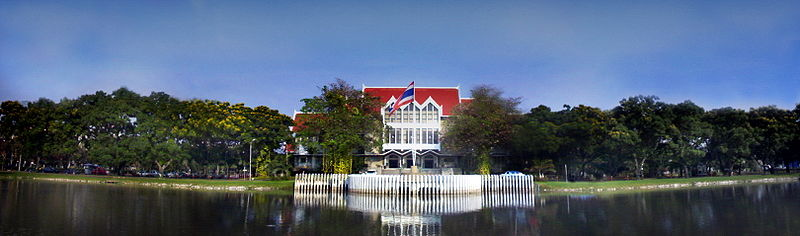
Auditorium de l'université Kasetsart.

## Campus
- Bang Khen (principal) - à la suite de la division du quartier de Bang Khen, le campus est aujourd'hui en réalité situé dans le quartier de Chatuchak, à Bangkok.
- Kamphaeng Saen
- Sri Racha
- Chaloemphrakiat Sakhon Nakhon
- Lopburi
- Suphanburi
- Krabi

## Expérimentation anti-triche
En 2013, le professeur d'université Nattadol Rungruangkitkrai a conçu un "chapeau anti-triche" très simple, à partir d'un bandeau de papier sur les côtés duquel étaient attachées deux feuilles de papier A4, qui empêchait de voir les copies des voisins pour recopier. La diffusion par Nattadol Rungruangkitkrai d'une photo de ses élèves ainsi équipés sur Facebook a suscité une polémique qui a conduit l'université à organiser une conférence de presse sur le sujet, le 16 août 2013. Le doyen de l'université a pris la défense du professeur, tout en indiquant : "Nous ne l'emploierons plus". L'enseignant a affirmé qu'aucun étudiant n'avait été contraint de porter le chapeau, que ses élèves avaient même trouvé ça amusant, et s'étaient sentis plus détendus.

## Source
- (en) Cet article est partiellement ou en totalité issu de l’article de Wikipédia en anglais intitulé « Kasetsart University » (voir la liste des auteurs).